# NGC 6844
NGC 6844 је спирална галаксија у сазвежђу Паун која се налази на NGC листи објеката дубоког неба.
Деклинација објекта је - 65° 13' 44" а ректасцензија 20h 2m 50,0s. Привидна величина (магнитуда) објекта NGC 6844 износи 12,7 а фотографска магнитуда 13,5. NGC 6844 је још познат и под ознакама ESO 105-21, FAIR 526, IRAS 19581-6522, PGC 64025.